# Fright Night (J. Geils Band)
Fright Night is een lied van de Amerikaanse band The J. Geils Band. Het is het titelnummer van de horrorfilm Fright Night uit 1985. Het nummer maakt deel uit van de soundtrack van deze film en werd in hetzelfde jaar op single uitgebracht. Na de uitgave van "Fright Night" ging The J. Geils Band uit elkaar. Daardoor werd het de laatste single van deze band. De single behaalde na de uitgave de 91ste positie in de Amerikaanse hitlijst Billboard Hot 100. Het is een rocknummer dat gaat over een hoofdpersoon die sterk overeenkomt met het personage Charley Brewster uit de gelijknamige horrorfilm. Het nummer is te horen tijdens de aftiteling van deze horrorfilm.

## Verhaal
De hoofdpersoon in het lied "Fright Night" waarschuwt iedereen voor een kwaadaardig persoon. Volgens de hoofdpersoon is deze kwaadaardig persoon een man van vele gezichten en een leugenaar. Echter, niemand gelooft de hoofdpersoon. Daarom gaan hij en iedereen die hem niet gelooft de meest angstaanjagende avond van hun leven beleven.

## Videoclip
De band J. Geils Band maakte voor "Fright Night" is een videoclip. De videoclip begint net als de gelijknamige film met een beeld van de buitenkant van een huis. In het huis liggen de vijf bandleden in bed. Wanneer ze het geluid van donderklap horen, staan de bandleden op. De video toont dan de beelden van de Fright Night-personages Jerry Dandrige, Charley Brewster en Amy Peterson. Vervolgens kijken de bandleden door de ramen naar het huis ernaast. Nadien gaan zij naar een andere kamer in het huis, waar ze een optreden verzorgen voor publiek en het lied "Fright Night" ten gehore brengen. Achter hen op het podium staan lange brandende kaarsen. Tijdens het optreden maakt zanger Seth Justman een snelle stagedive.